# Syneches henanensis
Syneches henanensis är en tvåvingeart som först beskrevs av Saigusa och Yang 2003.  Syneches henanensis ingår i släktet Syneches och familjen puckeldansflugor. Inga underarter finns listade i Catalogue of Life.